# Songs for the Dead
Songs for the Dead, del 2004, è un album del gruppo musicale statunitense Bella Morte, il terzo pubblicato con la Metropolis Records. Rispetto ai precedenti, è più vicino ai generi Punk rock e Death rock.

## Tracce
1. All I Have – 2:53
2. The Forgotten – 2:15
3. Legend – 2:13
4. The Devil's Eyes – 4:21
5. Dead Will Walk – 1:36
6. The Stranger – 3:06
7. Final Words – 5:02
8. Untitled – 5:03

## Formazione
- Andy Deane - voce
- Gopal Metro - basso
- Tony Lechmanski - chitarra
- Micah Consylman - sintetizzatori
- Jordan Marchini - batteria